# Into The Stars
Into The Stars는 2002년 9월 4일에 발매된 OLIVIA의 8번째 싱글이다.

## 트랙리스트
1. Into The Stars
2. Ballerina

## 노래가 쓰인 곳
- Ballerina:Hairmake EARTH CM송
- 출처 : https://web.archive.org/web/20100608164555/http://tom-neko.hp.infoseek.co.jp/

## 순위
| 일자       | 순위       | 매수        | 집계        |
| 2002/09/16 | 첫등장99위 | 1,980매     | 09/02~09/08 |
| 1주        | 최고99위   | 합계1,980매 |             |

- 출처 : https://web.archive.org/web/20100608164555/http://tom-neko.hp.infoseek.co.jp/